# 賀茂駅

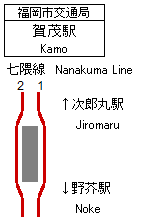
配線図

賀茂駅（かもえき）は、福岡県福岡市早良区賀茂三丁目にある福岡市地下鉄七隈線の駅。駅番号はN03。
駅のシンボルマークは空港線・箱崎線のシンボルマークをデザインした西島伊三雄が2001年に死去したため、それ以前に描かれていた原案を元に、息子で同じくグラフィックデザイナーの西島雅幸が完成させた。モチーフは賀茂神社の言い伝えに出てくる金屑川のナマズである。駅識別カラーは   DIC-455（系統色名：紫青）で、七隈駅と共通。
橋本駅が管理し、日本通運福岡支店が駅業務を受託する業務委託駅である。

## 歴史
- 2000年（平成12年）4月22日 - 2000年（平成12年）12月17日：設計期間（実施設計者：大部設計事務所）[1]
- 2002年（平成14年）11月27日 - 2004年（平成16年）5月31日：施工期間（施工者：三井・日産・西光 建設工事共同企業体）[1]
- 2005年（平成17年）2月3日：開業。開業時から業務委託駅[5]。

## 駅構造
島式ホーム1面2線を有する地下駅。
| 地階    | 出入口                       | 出入口                                     |
| 地下1階 | コンコース階                 | コンコース、案内所、自動券売機、自動改札口 |
| 地下1階 | コンコース階                 | トイレ（改札内）                           |
| 地下2階 | 1番ホーム                    | ■七隈線 博多方面（野芥駅）→                |
| 地下2階 | 島式ホーム，右側のドアが開く |                                            |
| 地下2階 | 2番ホーム                    | ←■七隈線 橋本方面（次郎丸駅）              |

- 各階の面積は地上319平方メートル、地下1階4,197平方メートル、地下2階3,330平方メートル[1]。
- 地上出入口は膜屋根としている[1]。
- 利用者の目に止まる箇所に用いられる「個性化壁」は、赤土色のソイルセラミックスタイル（300mm×300mm×厚さ12mm）を使用している[6]。

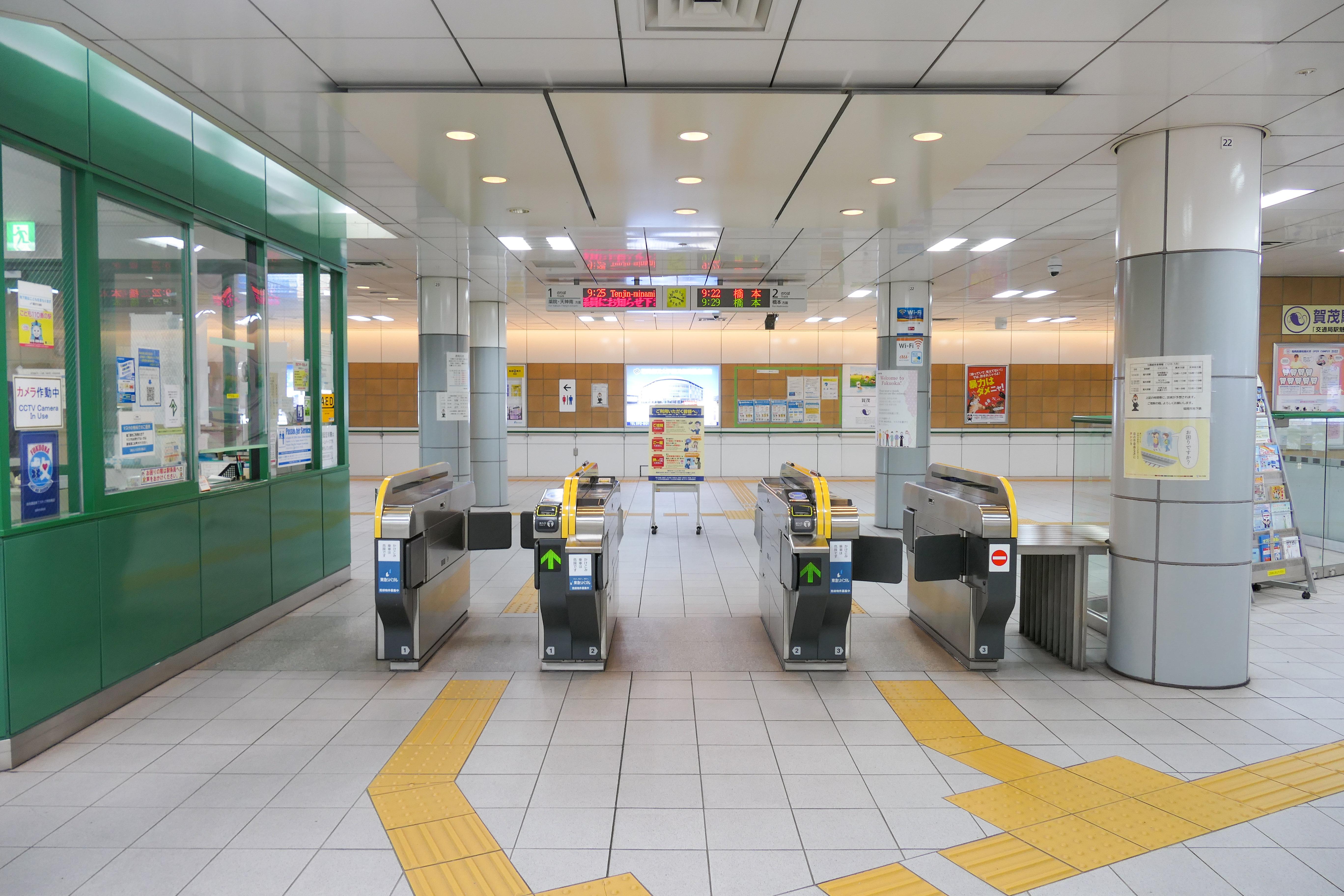
改札口（2022年12月）
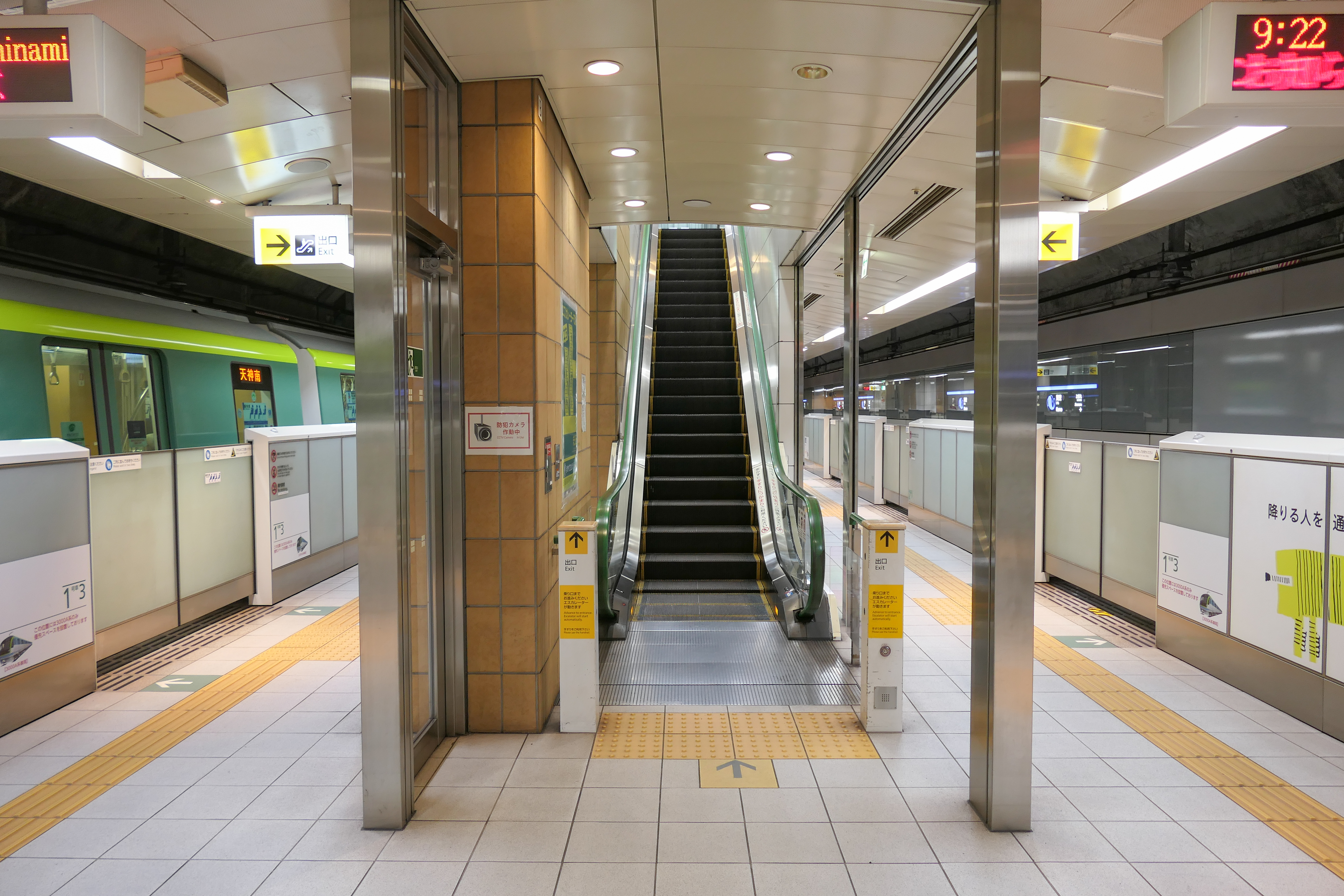
ホーム（2022年12月）
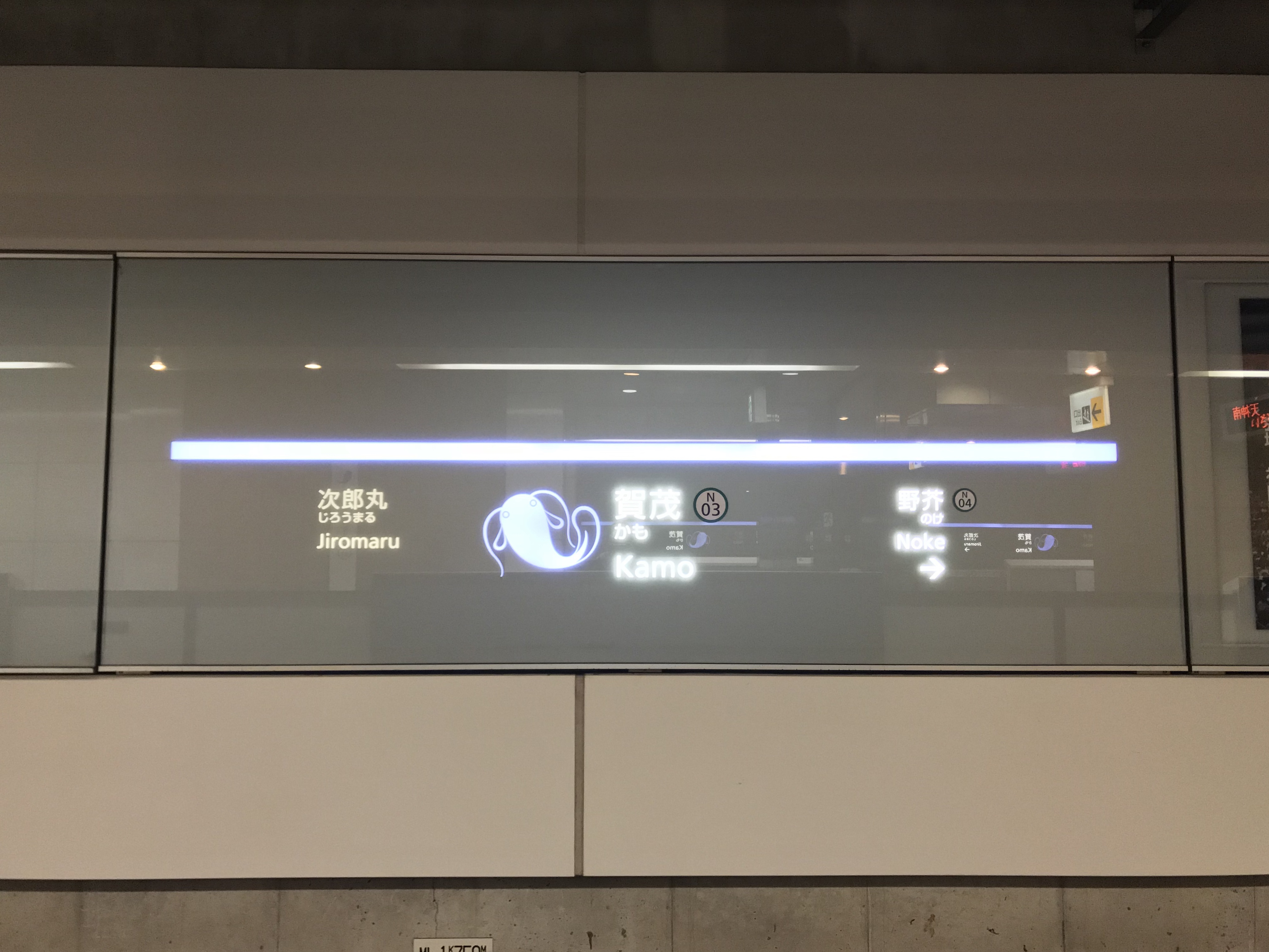
駅名標（2017年11月）

## 利用状況
2023年度の1日平均乗車人員は3,350人である。
開業以降の1日平均乗車人員の推移は下表のとおりである。
| 年度               | 1日平均 乗車人員 |
| ------------------ | ---------------- |
| 2004年（平成16年） | 1,387            |
| 2005年（平成17年） | 1,406            |
| 2006年（平成18年） | 1,714            |
| 2007年（平成19年） | 1,842            |
| 2008年（平成20年） | 1,949            |
| 2009年（平成21年） | 2,099            |
| 2010年（平成22年） | 2,197            |
| 2011年（平成23年） | 2,321            |
| 2012年（平成24年） | 2,402            |
| 2013年（平成25年） | 2,541            |
| 2014年（平成26年） | 2,665            |
| 2015年（平成27年） | 2,698            |
| 2016年（平成28年） | 2,808            |
| 2017年（平成29年） | 2,954            |
| 2018年（平成30年） | 3,131            |
| 2019年（令和元年） | 3,226            |
| 2020年（令和02年） | 2,483            |
| 2021年（令和03年） | 2,584            |
| 2022年（令和04年） | 2,862            |
| 2023年（令和05年） | 3,350            |

## 駅周辺
- 金屑川
- 国道202号福岡外環状道路
- 賀茂神社
- ふくちゃんラーメン田隈本店
- 福岡医療短期大学
- 福岡歯科大学
- 福岡歯科大学医科歯科総合病院
- 福岡市立賀茂小学校
- 福岡市立次郎丸中学校
- 福岡市立田隈小学校
- ヤマダデンキテックランド福岡賀茂店
- マクドナルド外環賀茂店
- 西鉄バス「賀茂駅南」「賀茂駅北」「次郎丸中学校」停留所

## 隣の駅
福岡市交通局
 七隈線
次郎丸駅 (N02) - 賀茂駅 (N03) - 野芥駅 (N04)